# Культурно-историческая археология
Культурно-историческая археология или Культурная археология — описательный термин, используемый для обозначения археологической практики конца XIX — середины XX века, которая главным образом состояла в сборе артефактов и их тщательной классификации. При этом сходные по внешним признакам артефакты соотносились вместе, на основе сопоставлений выявлялись археологические культуры, о распространенности которых можно было судить по распространенности присваиваемых им артефактов.
В шестидесятые годы XX века в научной среде возникло понимание того, что помимо сбора артефактов и их классификации, археология должна пытаться ответить на вопрос, почему происходили те или иные передвижения культур и их трансформации друг в друга. Подобный подход к археологии в шестидесятые годы получил название «новая археология» (позже «процессуальная археология»), при этом вся предыдущая, «старая» археология стала называться культурной или культурно-исторической.
Культурно-историческая археология критиковалась в связи с отсутствием должного научного метода, в связи с тем, что археологи, работая в этой парадигме, систематически делали индуктивные, а не дедуктивные выводы, которые впоследствии часто оказывались ошибочными. Вместе с этим в настоящее время, несмотря на поставленные вопросы, всё ещё не существует единой археологической теории, которая бы позволяла однозначно на них ответить. Так по мнению многих критиков процессуальная археология излишне опирается на естественные науки и вынуждено игнорирует важные аспекты человеческих культур, такие как символ, религия и др. Многолетний дискурс в рамках дарвинистической археологии пока не привёл к пониманию, как именно и до какой степени биологические аналогии следует применять к человеческой культуре. Пост-процессуальная археология, которая была призвана разрешить указанные проблемы процессуальной археологии, критикуется за недостаточную теоретическую разработанность.